# 오쿠다 히로키
오쿠다 히로키(일본어: 奥田 裕貴, 1992년 10월 5일~)는 일본의 축구 선수이다.

## 구단 경력
그는 2015년 일본 지역 리그의 Igosso Kochi FC(고치 유나이티드 SC)에 입단했다. 2017년부터 2018년까지 J3리그의 YSCC 요코하마와 가이나레 돗토리에서 뛰었다. 2019년 일본 풋볼 리그의 테게바자로 미야자키로 이적했다. 2020년 일본 풋볼 리그 준우승으로 J3리그로 승격했다. 2024년까지 69경기에 출전하여, 3득점을 넣었다. 2024년후 현역 은퇴.